# چهاردالان
چهار دالان مربوط به دوره پهلوی اول است و در فریمان، خیابان شهید سجودی، چهار دالان واقع شده و این اثر در تاریخ ۱۷ مرداد ۱۳۸۳ با شمارهٔ ثبت ۱۱۰۲۸ به‌عنوان یکی از آثار ملی ایران به ثبت رسیده است.